# Rio Humboldt
O rio Humboldt é um curso de água do estado de Santa Catarina, no Brasil. Faz parte da bacia hidrográfica secundária sul-sudeste.
A partir da junção deste rio com o rio Novo no centro urbano da cidade de Corupá, forma-se o rio Itapocu. O rio Humboldt é uma junção das confluências dos rios Natal e Vermelho (afluentes que nascem nos municípios de Campo Alegre e São Bento do Sul). 
Nos primeiros anos da concessão e demarcação de terras feita pela Sociedade Colonizadora Hanseática na recém criada colônia Hansa no final do século XiX, também era chamado de "rio Velho". O nome Humboldt foi uma homenagem ao grande botânico, naturalista e explorador alemão Alexander von Humboldt, sendo adotado este nome também para diferenciar as colônias Hansa "Humboldt" (atual Corupá) da colônia Hansa "Hammonia" (atual Ibirama).